# 국제 원조 구호 기구

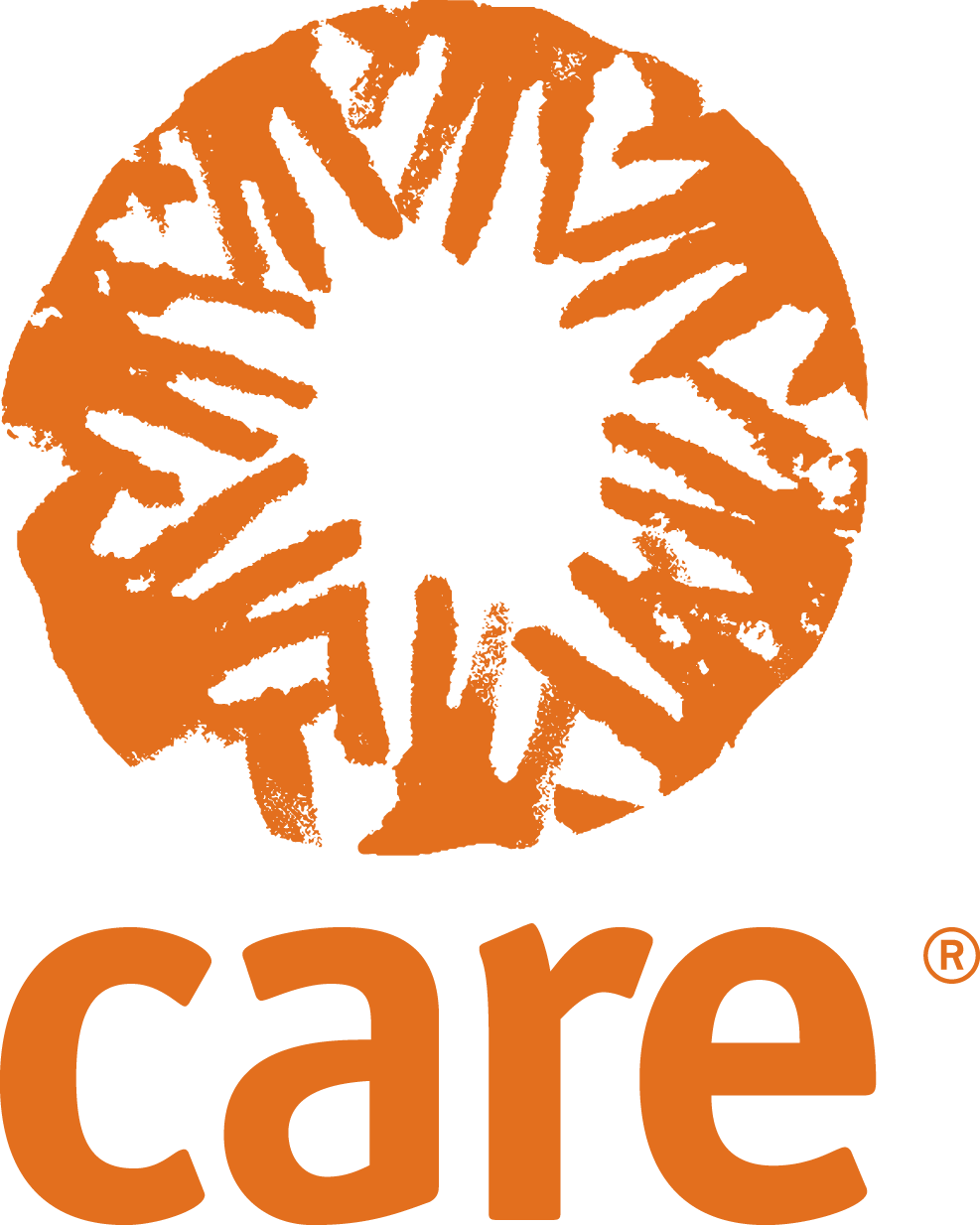

국제 원조 구호 기구(Cooperatce and Relief Everywhere, CARE)는 1940년대에 교전국의 국민을 구제하기 위해 설립된 미국의 비영리 민간 구호 단체이다. 현재는 10여개국의 멤버들로 '케어 인터내셔널'이 결성되어 있다.

## 개요
뉴욕에 본부가 있다. 제2차 세계대전의 발발과 함께 미국 정부는 교전국민의 곤궁을 구제하기 위하여 전시구제국(戰時救濟局:War Relief Control Board)을 설치하였는데, 한편 민간에서도 구제사업을 벌여 1943년 그 중심기관으로 대외봉사협회(對外奉仕協會:American Council of Voluntary Agencies for Foreign Service)를 설립, 이 협회에 의해 조직된 것의 하나가 CARE이다. 1945년 CARE가 설립되던 당시에는 유럽구제협회(Cooperative for American Remittances to Europe)라는 이름으로 유럽을 대상으로 하였으나, 1952년 명칭을 CARE로 바꾸고 대상지역도 넓혔다.

## 단체의 목적
'케어'(CARE)의 목적은 구제품을 전란국(戰亂國)이나 개발도상국의 개인 또는 단체에 증여하는 데 있고, 품목은 주로 식량(잉여농산물)이지만, 의류 ·문방구 ·의료품이나 산업기구에까지 미치고 있다. 증여를
'케어'는 1948년 대한민국이 건국되자 파견단을 보냈고, 1966년까지 19년간 벽지의 극빈 아동 급식과 농촌 개발을 위한 식량 배급 등 총 4천만 달러 분량을 원조하였다.

## 수상
- 인도주의를 배양한 공로로 1968년 '막사이사이상'을 수상하였다.[2]

## 같이 보기
- 미국 지구 교류 사무소
- 청소년 국제 인권 단체 Youth for Human Rights International